# Passiflora tucumanensis
Passiflora tucumanensis är en passionsblomsväxtart som beskrevs av William Jackson Hooker. Passiflora tucumanensis ingår i släktet passionsblommor, och familjen passionsblomsväxter. Inga underarter finns listade i Catalogue of Life.